# Trestienii de Sus
Trestienii de Sus – wieś w Rumunii, w okręgu Prahova, w gminie Dumbrava. W 2011 roku liczyła 183 mieszkańców.